# 善法寺
24°40′31″N 121°45′46″E / 24.675320°N 121.762729°E
善法寺，是位於臺灣宜蘭縣羅東鎮漢民里的龍華教齋堂，有一尊編號十二號的西國三十三所靈場觀音像。

## 歷史沿革
咸豐四年（1854年）年創建，又名「振昌堂佛祖廟」，後改為「振昌佛堂」。宗派屬於龍華教，台灣日治時期主要供奉三寶佛，另外也有供奉觀音菩薩、關公等神祇。俗稱「浮崙仔菜堂」。1897年因為建物老舊毀壞，得地方仕紳協助聚資創建木造殿宇，奉祀釋迦牟尼佛，後1912年再度整修。戰後時期後改名「善法寺」。門牌編為北成路一段六號，旁有聖母升天堂 、與羅東孔子廟。
1980年代初，寺園中塑建高卅六台尺的白衣觀音，成為宗教地標。除白衣觀音與旁邊的紅孩兒外，廟內神像還有印度白玉古佛、觀音靈場第十二番千手觀世音、獨角犀牛地藏王菩薩等，另外還有泰國風格的疏牒爐亭。寺中還完整保存創寺時的柱石座、匾額，還有宗教古物大木魚、磬等。

## 靈場觀音
南方澳文史工作者廖大慶在家鄉發現南方澳城隍廟、南方澳南光寺、南方澳金龍寺各有一尊宜蘭三十三觀音靈場的石觀音像，後來2000年9月26日在羅東善法寺發現編號十二號的觀音像，雕工都屬於日本密宗，尺寸全只有一百多公分高，皆以蓮葉形狀為神像背景。宜蘭觀音信徒陳慶隆與文史工作者陳榮楷等人也在尋找，陸續發現羅東的三井寺、羅東震安宮也各有一尊。

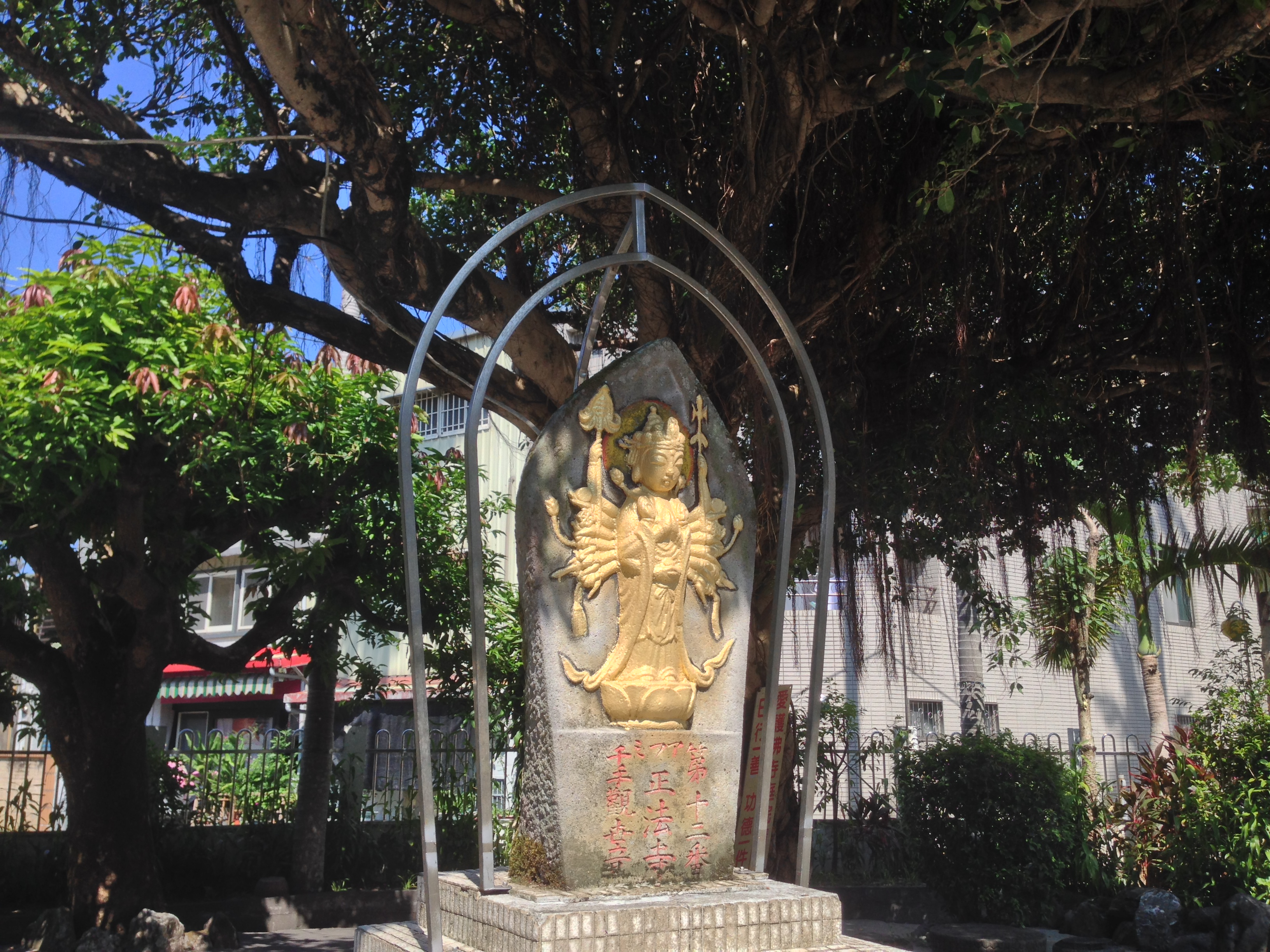
觀音靈場第十二番千手觀世音
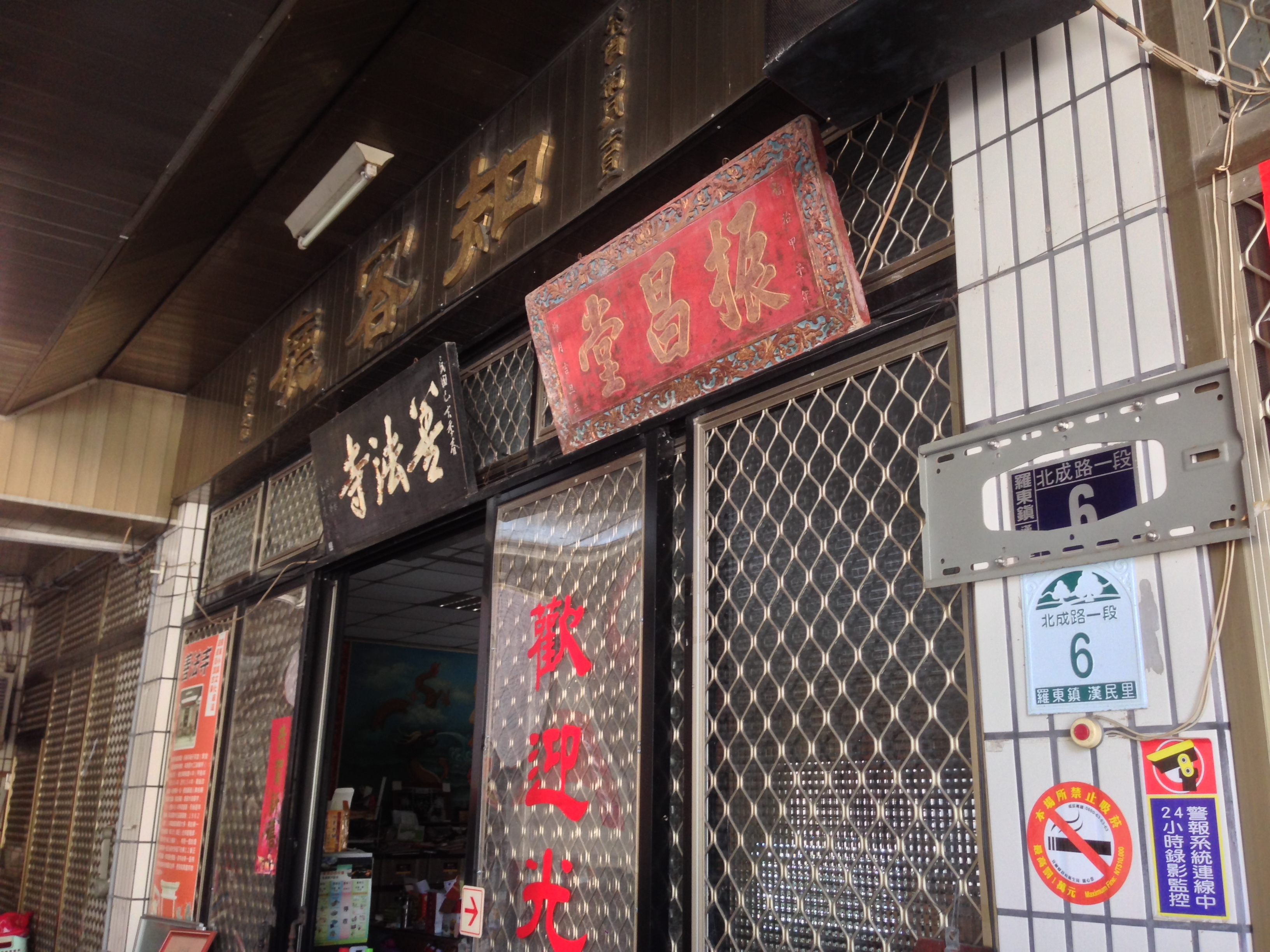
門牌為漢民里北成路一段6號。
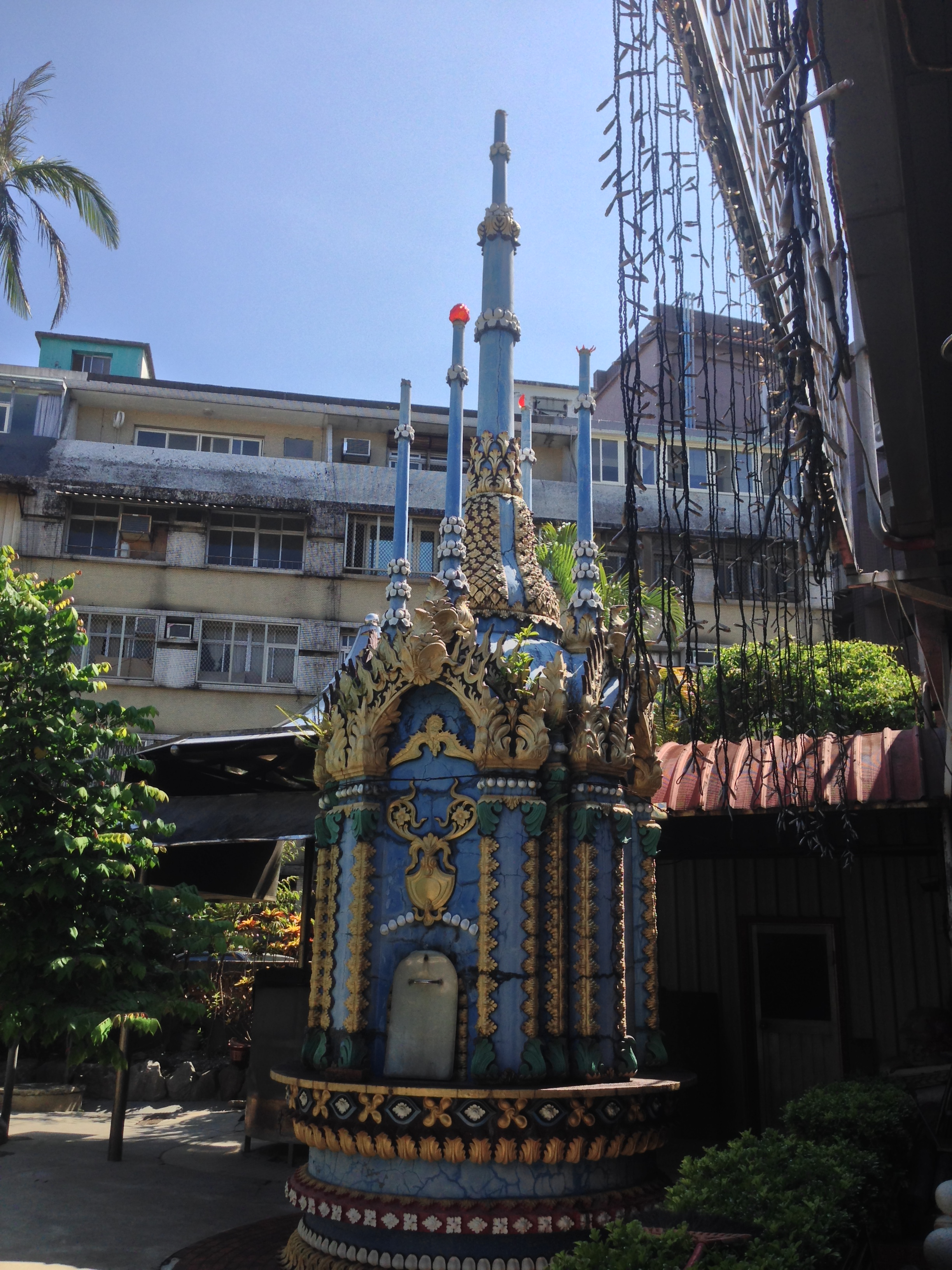
泰國風格的疏牒爐亭。